# Casa de Ak-Kebek
La Casa de Ak-Kebek (en altái: Ак-Кöбöк) es una dinastía aristocrática que gobernó en el Segundo Volost de Chuy. El fundador de la casa fue el príncipe Kebegesh, hijo del príncipe kirguís Kayrakan-Yarynak de la dinastía Khirgys.

## Historia
En el verano de 1687, tras recibir una orden de Galdan Boshugtu Khan, Kayrakan-Yarynak, con un destacamento de 600 soldados, fue a ayudar en la lucha contra los mongoles. En septiembre, cerca del lago Teletskoye, los mongoles bloquearon el camino del ejército kirguís que se dirigía hacia el Khan de Dzhungaria. La batalla duró cuatro días y, como resultado, los dzhungares y los kirguís fueron derrotados. Las pérdidas kirguísas ascendieron a 300 personas, y Yarynak murió en la batalla. Viktor Butanaev asumió que algunos de los guerreros kirguís sobrevivientes, liderados por Kebegesh, se unieron a las tribus de Altai y dieron origen a la dinastía Ak-Kebek. Al mismo tiempo, se formó la Segunda Volost de Chui, que no reconoció la dependencia de Rusia y China (hasta 1755, el Kanato de Zungaria), y los zaisans de la dinastía Ak-Kebek comenzaron a gobernar el estado.
El cuartel general del primer gobernante, Zaisan Kebegesh, estaba ubicado en el tracto Sary-Tash.
En 1757, el Emperador Qing reconoció oficialmente el poder de Zaisan Yarynak de la dinastía Ak-Kebek (hijo de Kebegesh) y le otorgó el título hereditario de funcionario de tercer rango. Según este estatus, Zaisan debía llevar un cuadrado de mandarín en su vestimenta, que representaba un leopardo. También era necesario llevar un sombrero chino con un zafiro azul en la parte superior.
Por decreto de Catalina la Grande en 1763, los Zaisans fueron equiparados al rango de mayor. Y también quedaron exentos de pagar impuestos.

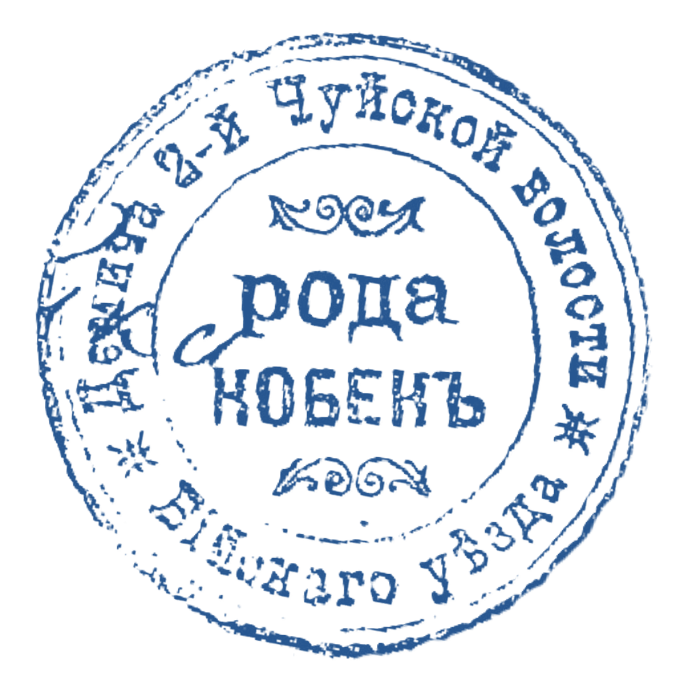
El sello del demichi del Segundo Chui Volost de la Casa de Ak-Kebek

En 1865, por decisión de Zaisan Chychkan Tesegeshev, el Segundo Chui Volost pasó a formar parte del Imperio Ruso. Después de este evento, el gobierno ruso dejó el derecho de gobernar la volost a representantes de la dinastía Ak-Kebek. Después de unirse a Rusia, los zaisanes del Segundo Chui Volost a veces fueron llamados oficialmente "ancianos tribales", tenían muchos más derechos que el capataz de la volost. Zaisan podía castigar a cualquier persona culpable sin juicio. Cabe destacar que el investigador Leonid Pavlovich Potapov considera que la denominación de "capataz tribal" es incorrecta, ya que los Zaisans no gobernaban un solo clan, sino a un gran número de familias y tierras.

## Zaisans
La lista de los zaisans que gobernaron en El segundo volost de Chuy, que se presenta en el libro del trabajador cultural Honrado de la República de Altai, miembro de la Unión de escritores de Rusia Viktor kertikovich Maikhiev "el Pasado y el presente de la Tierra de Chuy":
- Kebegesh
- Yarynak
- Chebek
- Mongol Chebekov
- Chychkan Tesegeshev
- Mangday Chychkanov
- Ochurdyap Mangdaev
- Kudaibergen-Pavel Ochurdyapov

### Jefes de la Casa de Ak-Kebek después de 1930
- Anton Kudaibergenov
- Boktor-Ivan Kudaibergenovich Ochurdyapov
- Nikolay Boktorovich Ochurdyapov
- Serguéi Nikolayevich Ochurdyapov

## Tamga
La dinastía Ak-Kebek tenía un tamga llamado Saraky (en altái: Саракай). Este signo está asociado con la diosa Umai. El tamga se asemeja a una esvástica, que significaba el punto de conexión entre el Cielo y la Tierra.